# Genki Yamada
Genki Yamada (山田 元気 Yamada Genki?), född 16 december 1994 i Gifu prefektur, är en japansk fotbollsspelare (målvakt).
Yamada började sin karriär 2013 i Kyoto Sanga FC. 2017 flyttade han till Renofa Yamaguchi FC. Efter flera utlåning spelar Yamada sedan 1 februari 2023 spelar för Blaublitz Akita med kontraktsslut 31 december 2025.